# Trieux (Meurthe-et-Moselle)
Trieux ist eine französische Gemeinde mit 2.682 Einwohnern (Stand: 1. Januar 2022) im Département Meurthe-et-Moselle in der Region Grand Est (bis 2015 Lothringen). Sie gehört zum Arrondissement Val-de-Briey und ist Mitglied im Gemeindeverband Communauté de communes Cœur du Pays-Haut. Die Bewohner werden Triotins und Triotines genannt.

## Geografie
Trieux liegt im nördlichen Teil des Départements an der Grenze zum benachbarten Département Moselle, etwa acht Kilometer nordnordöstlich von Val de Briey. Umgeben wird Trieux von den Nachbargemeinden Sancy im Norden, Lommerange (Département Moselle) im Osten, Avril im Südosten und Süden sowie Tucquegnieux im Südwesten und Westen.

## Bevölkerungsentwicklung
| Jahr      | 1962 | 1968 | 1975 | 1982 | 1990 | 1999 | 2006 | 2012 | 2019 |
| Einwohner | 3012 | 2697 | 2283 | 2030 | 1859 | 1853 | 1969 | 2317 | 2605 |

## Sehenswürdigkeiten

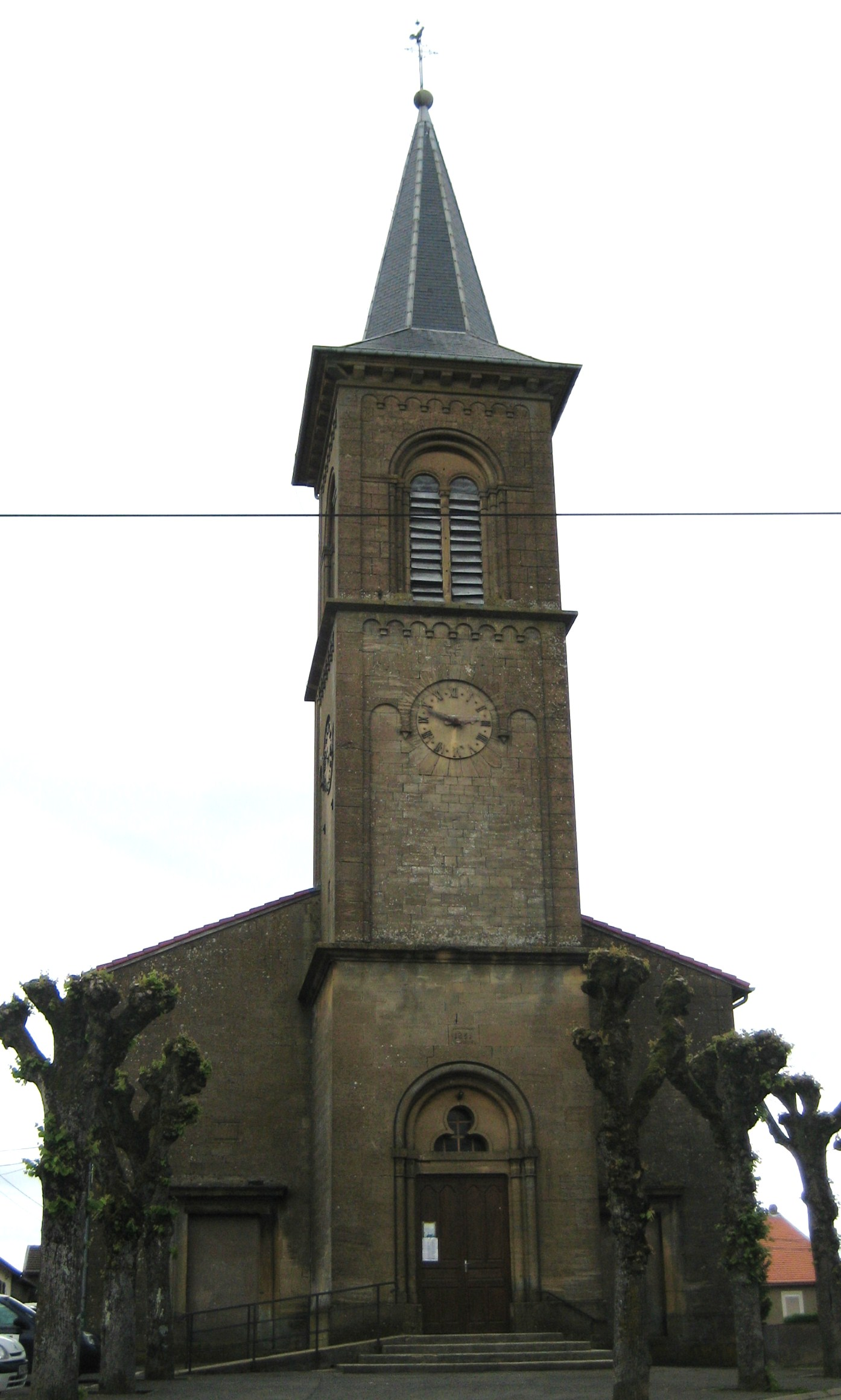
Pfarrkirche Saint-Martin

- Pfarrkirche Saint-Martin, wieder errichtet 1822
- Gutshof Le Sart, 1617 erbaut, Besitz des Klosters Saint-Pierremonts, restauriert 1887
- Ehemaliger Bauernhof in Sart aus dem 17. Jahrhundert, Eingang zum Haupthaus seit 1998 als Monument historique eingeschrieben

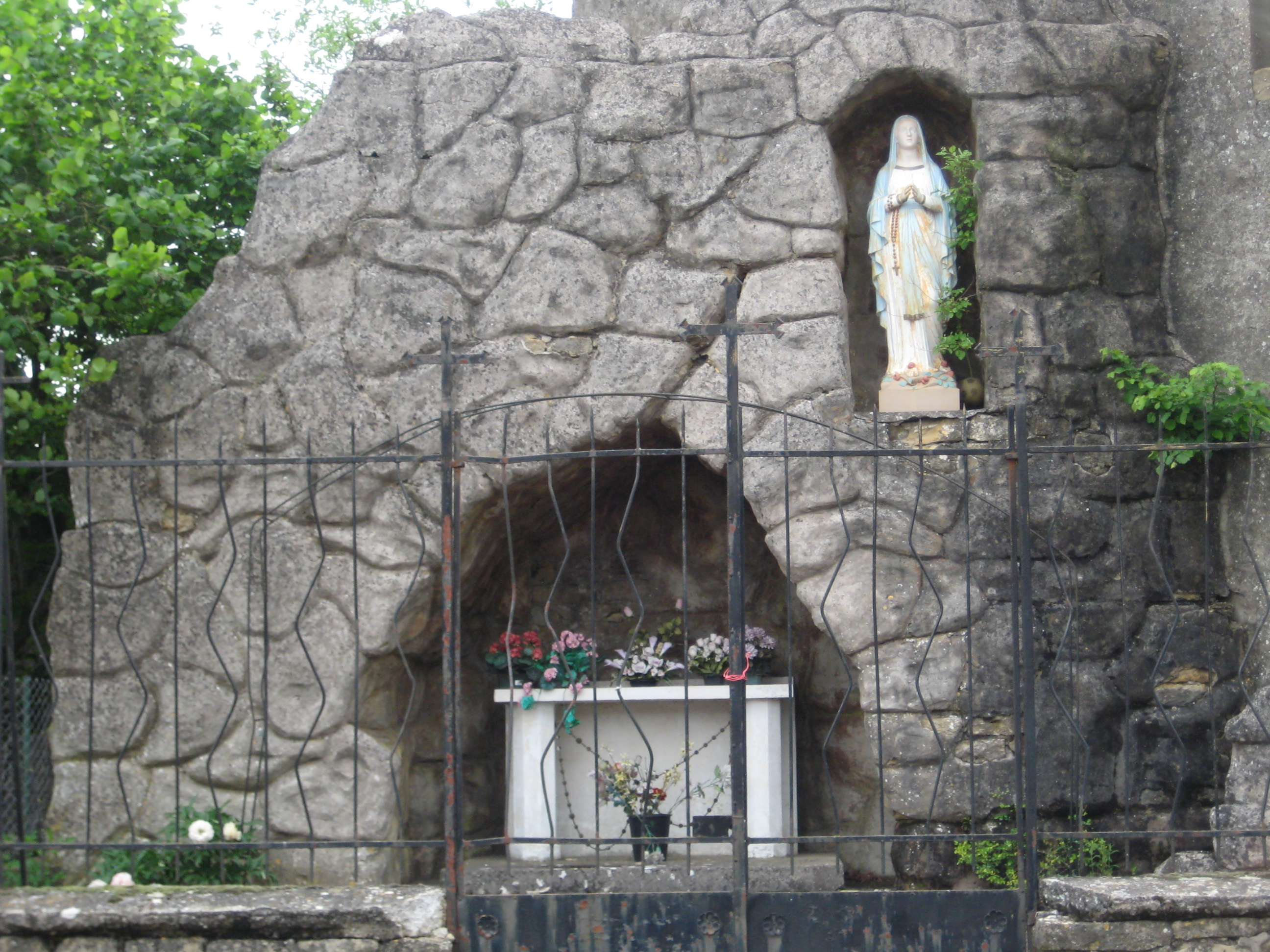
Lourdesgrotte
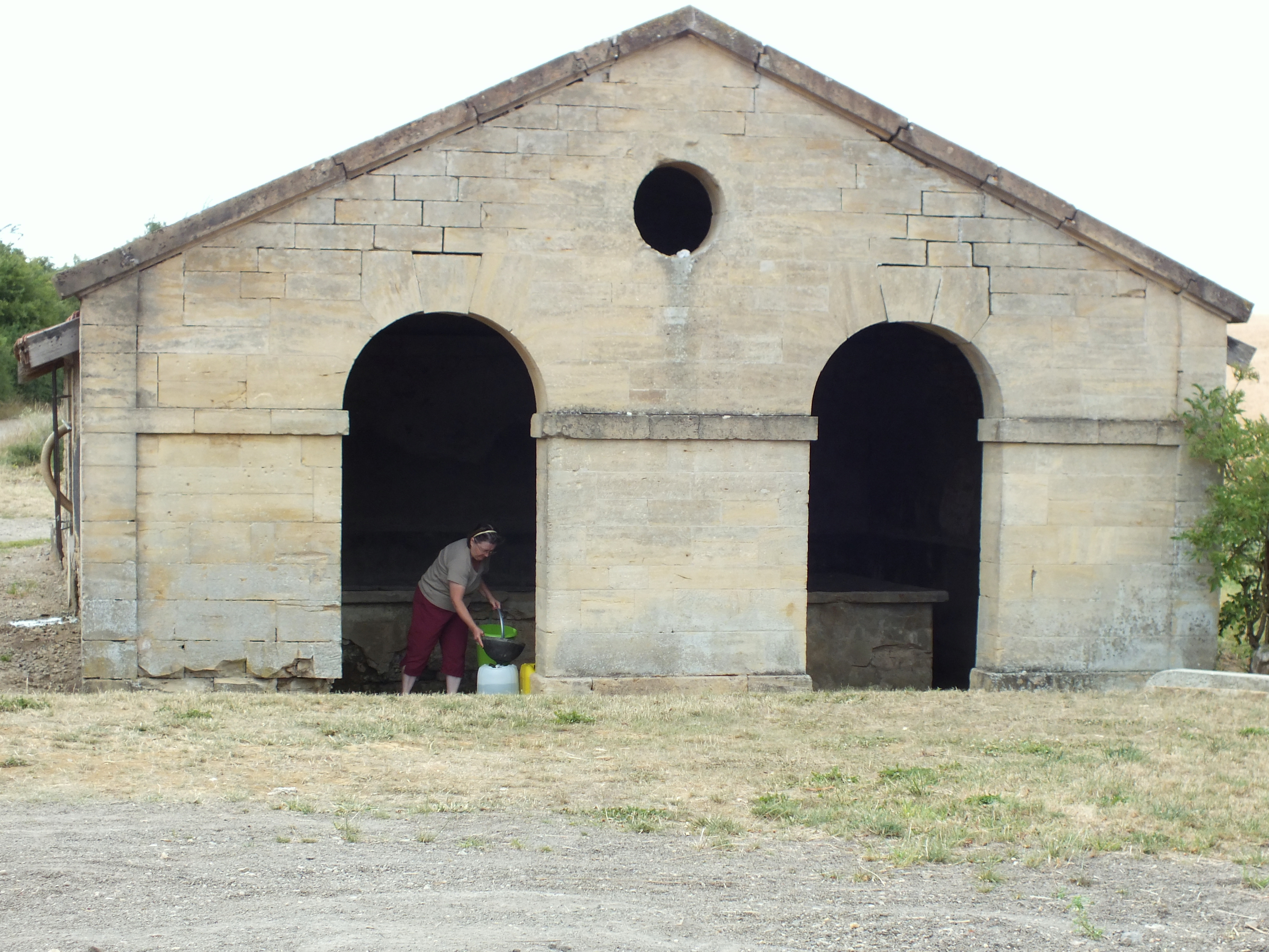
Ehemaliges Waschhaus (Lavoir)
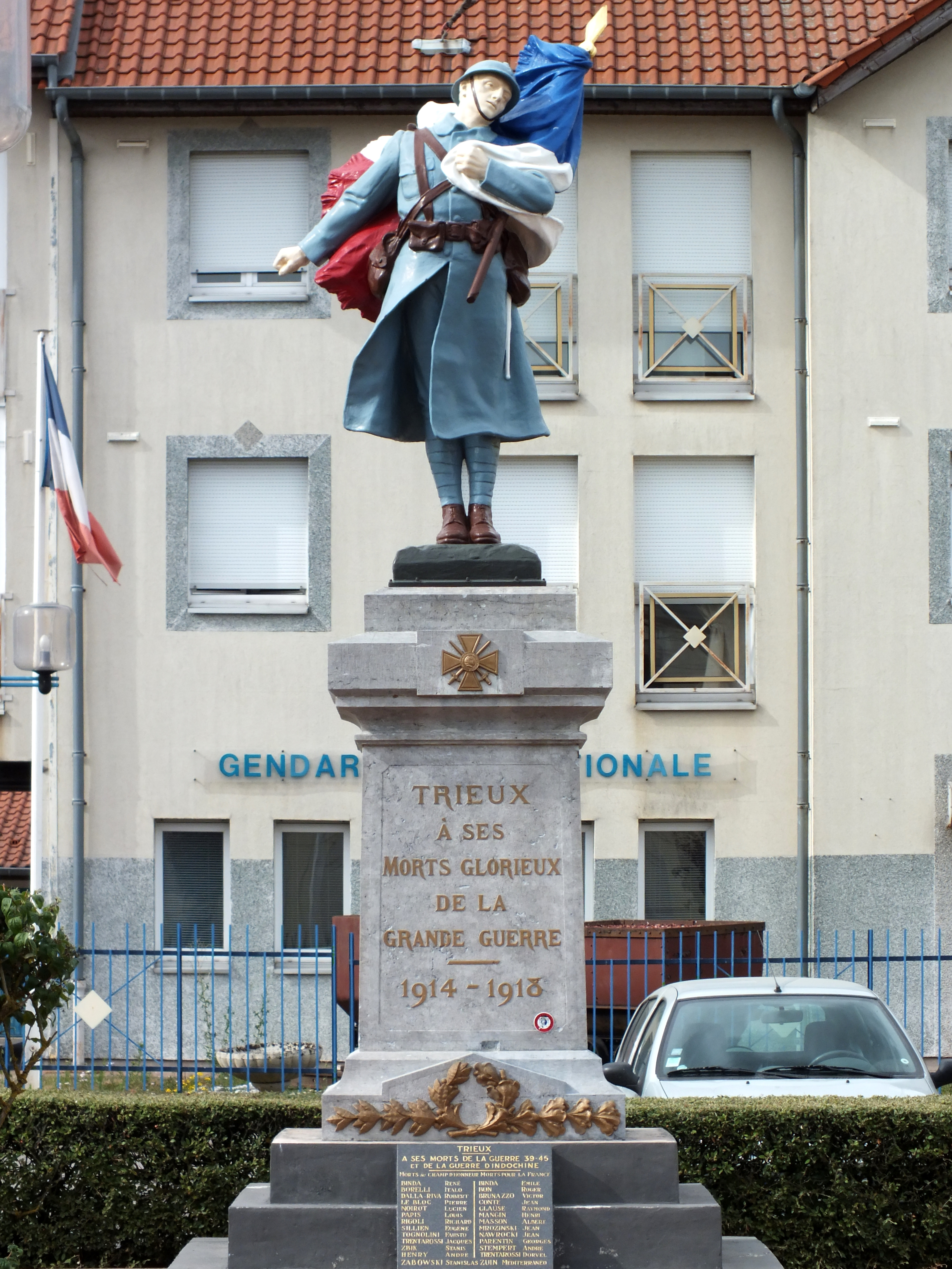
Gefallenendenkmal vor der Gendarmerie